# Klein Martijn (buurt)
De wijk Klein Martijn is aan het eind van de 20ste eeuw ten oosten van de Groningse wijk Coendersborg verrezen. Aan de noordkant ligt het volkstuincomplex Tuinwijck, aan de oostkant de spoorlijn Groningen-Assen en aan de zuidkant het gehucht Essen.
De wijk, genoemd naar de borg Klein Martijn, kent alleen koopwoningen, waarvan een aantal architectonisch van bijzonder karakter zijn. In de wijk zijn geen voorzieningen, op enkele speeltoestellen na. Verschillende straten zijn naar andere borgen genoemd. 

## Bron/link
- https://web.archive.org/web/20110916055036/http://www.iaf.nl/Users/Linden/

1. ↑  Inclusief het A-kwartier, Academiekwartier, Bisschopskwartier en Ebbingekluft
2. ↑  Inclusief Ruskenveen
3. ↑  Euvelgunne en Roodehaan zijn onderdeel van de MEER-dorpen, maar vallen onder de wijk Zuidoost
4. ↑  Inclusief de subbuurten De Wierden (waaronder het bouwblok Heemwerd), Rietlanden en Reitdiephaven
5. ↑  Voorheen Korrewegwijk genoemd
6. ↑  Voorheen Korrewegbuurt genoemd